# اولد پاتر (آرکانزاس)
اولد پاتر (به انگلیسی: Old Potter) یک منطقهٔ مسکونی در ایالات متحده آمریکا است که در شهرستان پولک، آرکانزاس واقع شده‌است. اولد پاتر ۳۱۳ متر بالاتر از سطح دریا واقع شده‌است.